# Integrina
As integrinas são proteínas de adesão presentes na membrana celular inseridas de forma transmembrânica, com uma extremidade externa que se liga a componentes da matriz e outra extremidade que se liga, através da proteína talina à porção do citoesqueleto constituído de actina. Dessa maneira, percebe-se uma comunicação entre a matriz extracelular com o citoplasma através da membrana plasmática (ação que a matriz exerce sobre o citoesqueleto).
Um exemplo de mecanismo de ação da integrina é encontrado nas plaquetas importantes na reparação de vasos sanguíneos, para que isso ocorra é necessário a contração da parede vascular, bem como coagulação localizada do sangue. Dentro do vaso sanguíneo lesado, as plaquetas promovem a coagulação intracelular, porém pode acontecer das plaquetas saírem do vaso sanguíneo em virtude da lesão na parede celular. Quando isso ocorre elas se ligam, através das integrinas de suas membranas, à fibronectina e ao fibrinogênio.
Além do estancamento processo hemorrágico, as integrinas são importantes para evitar certas doenças genéticas. A doença de Glanzmann é a ausência do receptor celular para o fibrinogênio e leva a hemorragia frequente. A doença denominada deficiência do fator de adesão de leucócitos, é gerada pela ausência de uma das cadeias polipeptídicas das integrinas dos leucócitos, levando a repetidas infecções bacterianas nos pacientes.
As integrinas são importantes, também, no reconhecimento de moléculas de sinalização capazes de sinalizar a tradução de mensagens por via de sinalização. Logo as integrinas podem ser consideradas como um modulador chave do compartimento celular.
Resultados de estudos mais recentes mostram que para a transdução mecânica ocorrer, a integrina tem que estar na presença de ligantes específicos. A tensão mecânica leva a ativação de ligantes específicos da integrina. Interações entre receptores específicos e diferentes locais de ligação do ligante são capazes de promover a comunicação entre as células. As integrinas são importantes para a transmissão de informações do meio extracelular para o intracelular das células.
A integrina está presente na constituição do hemidesmossomo, de modo que esta, une a placa de ancoragem com a fibrinina (proteína presente na lâmina basal).
Durante processos inflamatórios ou infecciosos,os leucócitos percorrem o sistema vascular por meio de acontecimentos que envolvem uma série de receptores de adesão e migração.Logo,as integrinas desempenham um papel fundamental nesta cascata,mediando a retenção dos leucócitos no endotélio inflamado e coordenado a transmigração através da membrana basal para permitir o deslocamento ao local da infecção ou inflamação.
A diversidade das integrinas e o seu envolvimento em doenças complexas as tornam grandes alvos de terapias e drogas. Apesar da descoberta de inibidores altamente potentes a completa inibição de integrinas não se torna viável uma vez que há redundância na função e o desequilíbrio causado por sua completa inibição.
Atualmente já existem diversos antagonistas de integrinas envolvidos em estudos clínicos. Estes podem ser anticorpos humanizados,peptídeos sintéticos e moléculas não peptídicas.Os alvos desses antagonistas são as regiões extracelulares das integrinas e consequentemente,interferem nos sítios de ligação.
A adesão celular por parte das integrinas é responsável pelas principais funções na migração, gerando tração ligando substrato extracelular a fibrinogênio, filamentos de actina e miosina organizando redes de sinalização, podendo ativar vias de forma independente agindo em sinergia com outros fatores, por exemplo, receptores de insulina, fatores de crescimento, receptores de VEGF, TGH-β, receptores do HGF e receptores de EGF.
Quanto a sinalização, integrinas também estão relacionadas a eventos de ativação do FAK e auto-fosforilação decorrente da adesão celular, ativação de MAPK e RAS (GTPase) relacionados a geração do sinal mitogênico, cooperação na sinalização da via iniciada por EGF e PDGF relacionados com reparação de vasos sanguíneos, alteração de lipídeos aumentando fosfatidilinositol bifosfato na membrana, aumento da concentração de íons de cálcio no citosol que atua na cascata de ERK e ativação do PCK, a adesão celular não ocorre na ausência de integrina já que não há geração de sinal proliferativo.